# Voormalig raadhuis (Heemskerk)
Het voormalige raadhuis van Heemskerk is een gemeentelijk monument en voormalig raadhuis aan het Burgemeester Nielenplein 2 in de Noord-Hollandse plaats Heemskerk. Het gebouw is ontworpen door de architect Jan Stuyt. De bouwkosten werden geraamd op ƒ 14.870,- doordat de aannemer bouwmaterialen uit het gesloopte Huis Overbeek gebruikt werden. Huis Overbeek was eveneens de voorganger van het nieuw gebouwde raadhuis.
Het pand is aangeschreven als gemeentelijk monument omdat het als belangrijk werk uit het oeuvre van Stuyt gezien wordt. Ook de beeldbepalende plaats op de hoek van het Burgemeester Nielenplein en de Maerelaan werd bij de beoordeling meegenomen.

## Geschiedenis
Heemskerk had vanaf 1705 het raadhuis gevestigd in het voormalige herenhuis Overbeek aan de Maerelaan. Het herenhuis werd de jaren voor de nieuwbouw verwaarloosd, daardoor werd nieuwbouw of restauratie noodzakelijk, maar de financiële middelen waren er niet voor. Doordat een overleden bewoonster, mevrouw d'Ablaing van Giessenburg, de gemeente nog eens ƒ3.000 naliet ging de gemeente in eind januari 1911 over tot de bouw van het toekomstige raadhuis. Stuyt werd als architect aangenomen en in juli dat jaar werd de bouw van het nieuwe gemeentehuis aanbesteed, welke aan Johannes Henneman gegund werd. In het pand kwamen eveneens een onderwijzers- en veldwachterswoning.
In de jaren 30 wilde de gemeente het raadhuis uit laten breiden, in 1947 werd deze uitbreiding met een nieuwe verdieping daadwerkelijk uitgevoerd. De aanbesteding werd op 23 april 1947 toegekend aan Aannemingsmaatschappij Noord-Holland, voor de kosten van ƒ 26.274,-. De verdieping werd ontworpen door de architect N.J.P. Steenstra. In de verdieping kwamen een brandvrije archiefruimte en kamers voor onder anderen de bode en de gemeentearchitect. Vier beelden van de hand van Henk van den Idsert zijn in 1958 boven op de hoeken van het pand aangebracht, zij stellen voor (met de klok mee vanaf linksvoor): Sint Laurentius, Maerten van Heemskerck, Debora Baka en de Bevrijding van Heemskerk. Baka kocht in 1669 onder andere Slot Assumburg. In 1973 is aan de achterzijde van het pand een uitbreiding aangebracht, deze is later weer gesloopt.
In 1981 is het raadhuis in gebruik genomen als notariskantoor, dat jaar werd er een nieuw raadhuis aan de Bachstraat in gebruik genomen. In het pand aanwezige wandschilderingen van de hand van Edlef ter Haar Romeny uit 1951 zijn overgeschilderd.
Een gebrandschilderd glas-in-loodvenster, eveneens van de hand van Romeny, dat in 1951 in de hal van het raadhuis aangebracht werd, werd in 1981 overgebracht naar het nieuwe raadhuis. In 2011 werd het huidige raadhuis geopend, dat jaar werd het venster teruggebracht naar het oude raadhuis wat inmiddels een notariskantoor geworden was. De figuratieve voorstelling toont de eedaflegging door hertog Jan van Brabant op het Huldtoneel voor.

## Exterieur
Het raadhuis is zeven traveeën breed. De traveeën zijn niet even breed, wel lopen zijn over de volle hoogte van het pand door, terwijl de verdieping pas later is aangebracht. De uitbreiding is zodanig vorm gegeven dat deze het originele pand in de hoofdvorm wel aantast, maar qua materialen en vormgeving wel aansluit op de oudere architectuur.
Op het dak liggen, na een restauratie, nieuw leien afkomstig uit de Penrhyn groeve nabij Bethesda in Wales. Het patroon is een zogenaamde maasdekking. In het midden van de nok staat een achtkantige dakruiter met daarop een, door een vergulde windwijzer bekroonde, koepel. De koepel wordt ondersteund door acht door zink omklede stijlen en een kroonlijst. De stijlen staan op hun beurt weer op een door leien gedekte voet. Op elk van de twee nokeinden staat een zinken piron. De pirons hebben vier gekruld ajourwerken oren en bovenop een bol.
Ook de dakkapellen op de voor- en zijkanten zijn gedekt met leisteen, in het timpaan van de dakkapel aan de voorzijde is het bouwjaar vermeld: AD 1911. In de dakkapellen zijn ramen met negen ruiten geplaatst. De dakkapel aan de voorgevel heeft een gebogen fronton met daarachter een eveneens met zink bedekt gebogen dak.
De buitenmuren zijn opgetrokken uit machinaal gemaakte, geelrode, waalklinkers. Deze klinkers zijn in halfsteens verband geplaatst en op de hoeken vormen zij geblokte pilasters. De plint gaat rondom het gebouw en is opgetrokken in kruisverband. De bovenste stenen van de plint zijn afgeschuind. Helemaal bovenaan de gevel is een houten kroonlijst geplaatst met daaronder een gepleisterd fries. Het fries wordt doorbroken door de ramen van de eerste verdieping.
De vensters hebben hardstenen dorpels die voor het merendeel zijn afgewerkt met een beige pleisterlaag zodat zij op zandstenen dorpels lijken.

### Voorgevel
Vanwege de historische bouwstijl is de voorgevel symmetrisch van opzet: in het midden een dubbele paneeldeur met daar boven een bovenlicht bestaande uit acht ruiten. In de gevel zes raampartijen van links naar rechts bestaan ze uit 10-, 15-, 10-, 10-, 15- en 10-ruits schuifvensters. Boven de vensters van de begane grond zijn even brede ramen geplaatst, maar deze zijn twee rijen ruiten lager en tellen dus zes ruiten minder. Voor de deur een laag bordes met daarvoor een in kruisverband gemetselde borstwering. Aan weerszijden van de borstwering een postament en een flankerend zijstuk. De zijstukken lopen af en eindigen tegen een hoekpijler. De dekstenen op de pijlers en de dekplaat op de borstwering zijn beide van beige kalksteen. De dekstenen op de pijlers zijn beide bekroond met een eveneens beige kalkstenen sierbol.
Het afdak wordt ondersteund door twee zuilen die op de borstwering staan. Het afdak heeft een timpaan waarin het wapen van Heemskerk is geplaatst. Het afdak heeft net als de dakkapellen een gebogen dak en fronton.

### Overige gevels
Rechter zijgevel
Ook de rechter zijgevel is symmetrisch in opzet. De benedenverdieping telt drie schuifvensters van vijftien ruiten. De verdieping heeft vijf vensters, de buitenste twee en de middelste hebben negen ruiten, de twee ertussenin hebben zes ruiten.
Linker zijgevel
De linker zijgevel heeft een asymmetrische indeling: rechts is een smalle hoge deur geplaatst met daarboven een bovenlicht bestaande uit vier ruiten. Links van de deur zijn twee schuifvensters bestaande uit tien ruiten geplaatst. De verdieping telt vier zesruits vensters.
Achtergevel
De achtergevel is door een dakkapel verdeeld in twee helften. De rechter helft heeft twee tienruits vensters en op de verdieping zijn vier zesruits vensters geplaatst. De andere helft heeft twee vensterassen de begane grond heeft een vijftienruits schuifvenster en op de verdieping erboven een negenruits venster.
Op de eerste verdieping is een uitbouw geplaatst, deze is in de jaren 40 gebouwd naar aanleiding van de bouw van een uitbouw. In het restant van de uitbouw is een groot venster zichtbaar met daar achter een trapbordes en in een museale opstelling het glas-in-loodraam uit 1951.

## Interieur
De begane grond heeft in het midden een centrale hal van 3 meter breed, deze hal loopt van de voorgevel tot aan de achtergevel. In het begin van de hal is aan de rechterzijde een dubbele deur naar de secretarie, deze deur heeft een hoofdgestel met tandlijst. Zowel de deur als het hoofdgestel met tandlijst is niet origineel, de dubbele deur met hoofdgestel en tandlijst van de raadszaal linksachter in de hal zijn wel origineel. Helemaal achter in de hal staat een houten bordestrap. De spijlen van de leuning zijn gedraaid en gedecoreerd met ringmotieven. Langs de muur loopt een handlijst die onder- en bovenaan eindigt in een gekantelde krul. Ter hoogte van het bordes is een toilet geplaatst, voorzien van een paneeldeur.
De plafonds op de begane grond zijn 4,5 meter hoog. Ze worden onder andere gevormd door de balken die de verdieping ondersteunen. De eikenhouten balken zijn afkomstig uit het in 1911 gesloopte herenhuis Overbeek.
Voor het grote venster is in 2011 het glas-in-loodraam uit 1951 geplaatst.

### Raadzaal
Links naast de ingang van de raadzaal is een wandreliëf geplaatst. Het is deels polychroom geglazuurd terracotta. Het stelt mogelijk Jozef en Maria voor. De man en vrouw zijn in een cirkel afgebeeld en omgeven door de tekst: Doornenburg dankt Heemskerk. Onder de voorstelling een Latijns kruis met daarvoor het Rijkswapen. Het is geschonken door de inwoners van Doornenburg die direct na de oorlog goederen van de gemeentes Heemskerk en Beverwijk ontvingen.
Achter in de raadzaal was de publieke tribune afgescheiden door middel van een houten hek. Deze tribune was alleen toegankelijk door middel van de eerder besproken smalle deur in de linker zijgevel.
Links in de raadzaal bevindt zich een rondboogvormige doorgang, die leidt naar de voormalige bodekamer. Deze ruimte is vergroot met het naastgelegen archief.

### Eerste verdieping
Op de eerste verdieping is een centrale hal gebouwd die toegang geeft tot alle vertrekken. Hier bevindt zich ook een trap naar de vliering. De meeste vertrekken op de eerste verdieping hebben vlakke stucplafonds met een koof.

## Trivia
- De eerste steen werd door Hendrik Jan Gevers gelegd, hij was een zoon van voormalig burgemeester Hugo Gevers.
- De directeur van de Aannemingsmaatschappij Noord-Holland, Pieter Henneman, was de zoon van de aannemer van de bouw in 1911: Johannes Henneman.